# 曾宸佐
曾宸佐（1999年4月10日—），為台灣前棒球選手。曾宸佐曾入選2020、2022年U-23世界盃棒球賽中華台北代表隊，且自2020年起連續3年參加中華職棒選秀會，最終於2022年選秀會中第12輪被台鋼雄鷹選進。曾效力於中華職棒台鋼雄鷹，2024年10月14日被台鋼雄鷹釋出，後於2025年1月3日宣布引退。

## 成棒國手經歷
- 2022年U-23世界盃棒球賽中華隊

## 外部連結
- 曾宸佐在台灣棒球維基館上的頁面（繁體中文）
- 曾宸佐在中華職棒官網